# Гагик Погосян (историк)
Гагик Хайк Погосян (Хахбакян) (на арменски: Գագիկ Հայկի Պողոսյան (Խաղբակյան)) е арменски историк, археолог, културолог, арменовед, офицер от запаса.

## Биография
Гагик Погосян е роден на 16 март 1961 г. в Ереван, Арменска ССР, СССР. През 1978 г. завършва гимназия „Антон Павлович Чехов“ № 55 в родния си град, а през 1983 г. завършва Ереванския държавен университет.
През 1987 г., по съвместна инициатива на него и Рубен Акобян се създава неправителствената организация „Хоран“, като нейна задача е откриване, защита и популяризиране на културно–историческите паметници на арменския народ както на територията на Армения, така и извън нейните граници.

## Частична библиография
Книги
- 2013 – „Арменци от Шамахи в упоменаването на някои западноевропейци (XV – XVII век)“[2]
- 2013 – „Културно–историческо наследство на Армения. Нахичевански край“[3]